# Сурік
Сурік (рум. Suric) — село в Молдові в Чимішлійському районі. Утворює окрему комуну.